# الطاهر الفازع
الطاهر الفازع هو صحفي وكاتب وكاتب سيناريوهات تونسي. عرف بمؤلفاته باللغة الفرنسية وبمشاركاته في كتابة سيناريوهات العديد من المسلسلات التونسية.

## الحياة الشخصية والمهنية
ولد الطاهر الفازع في 03 مارس 1947 بمدينة مجاز الباب من ولاية باجة. وهو خريج من المدرسة الوطنية للإدارة بتونس. شمل عمله الصحافي الصحافة المكتوبة والمسموعة والمرئية. كتب باللغة الفرنسية والعربية، كما نشر كتب بالدارجة التونسية. وكان من أهم الكتاب في التلفزة التونسية. هو أب للكاتبتين التونسيتين فاتن الفازع ودرة الفازع.

## الأعمال التلفزية
ألف الطاهر الفازع العديد من سيناريوهات المسلسلات التونسية، إلا أنه قرر الاعتزال عن الكتابة التلفزية. ومن أهم أعماله:
- أضحك للدنيا (1995)[10]
- حبوني وتدللت (1995)[10]
- مكتوب (2008)[10]

## الأعمال المكتوبة
- اليوميات الأسبوعية (1998)[11]
- نكت و ضمار تونسي (2015)[12]
- التياس (2022)[6]
- الأبله السعيد (2023)[13]

- ريحة البلاد (2023)[14]